# Command & Conquer: Tiberian Dawn
Command & Conquer (скорочується до C&C; укр. Командуй і завойовуй; відома також як Tiberian Dawn, укр. Світанок тиберію) — відеогра, стратегія в реальному часі, випущена компанією Westwood Studios (творцями Dune II) в 1995 році для DOS, а пізніше портована на Windows, PlayStation, Macintosh, Sega Saturn і Nintendo 64. Ця гра є основоположницею сучасних RTS і першою грою з популярної серії Command & Conquer. Влітку 2020 року очікується перевидання.
Гра показує протистояння двох фракцій, всесвітнього уряду GDI та терористів Братства Нод, котрі борються на початку 2000-х років з використанням футуристичних технологій. Tiberian Dawn є першою грою серії, в якій показано вигаданий мінерал тиберій, який служить джерелом ресурсів для обох фракцій.

## Ігровий процес

База і війська GDI (DOS-версія)

### Основи
Гравець повинен розбудовувати базу, збирати ресурси для розвитку технологій і замовлення військ та боротися з противником. Будівництво бази здійснюється за допомогою Збірного цеху, яким гравець володіє на початку. При цьому споруда спочатку замовляється в Збірному цеху, де будується, після чого майже миттєво виникає у вказаному гравцем місці. Джерелом ресурсів служить мінерал тиберій, що виглядає як зелені кристали і автоматично збирається з місць виходу на поверхню спеціальними комбайнами. Комбайни, заповнившись, вирушають до переробника, але гравець може задати команду повернутися і до цього, якщо потребує ресурсів негайно. Зібраний тиберій транспортується до переробних споруд, де переводиться у віртуальну валюту — кре́дити. Максимальний запас тиберію обмежений (на 1000 кредитів за кожний переробник), збільшується зведенням нових переробників та сховищ (вміщують тиберію на 1500 кредитів кожне). Добутий понад максимум тиберій доставляється на базу, але втрачається.
Для роботи бази необхідна енергія, що отримується від зведених генераторів. Різні споруди вимагають різної кількості електроенергії, а при її нестачі вимикаються чи стають повільніше працювати. Пошкоджені генератори дають менше енергії, ніж цілі. Частково зруйновані будівлі гравець може ремонтувати, що потребує часу і ресурсів, непотрібні можна продати, отримавши частину кредитів, затрачених на будівництво назад.
Війська та їх вдосконалення замовляються у відповідних спорудах, також існують оборонні споруди активного і пасивного типу. Пасивними є мішки з піском, огорожі і стіни, активними — оборонні вишки, турелі. Команди будівництва і замовлення військ задаються з бокової панелі, що розміщена вздовж правого краю екрана. Також на ній показано рівень енергоспоживання. Міні-карта навколишньої місцевості стає доступна тільки якщо побудувати радар. Вгорі розміщені показники кількості кредитів.
Всі бойові одиниці поділені на три типи: піхоту, наземну техніку та авіацію. Вони мають різну ефективність проти інших типів, різняться за своїми характеристиками, ціною і швидкістю замовлення. Війська протиборчих фракцій мають спеціалізації. Так у GDI вони потужні та міцні, але дорогі. Армія Нод покладається на швидкість і прихованість, її бойові одиниці слабші та дешевші. Виділену групу бійців або техніки можна об'єднати, але мати не більше, ніж 9 груп. Також військам задаються алгоритми поводження, як оборона або розсіяння по території.
Версії для DOS і Windows 95 підтримують багатокористувацьку гру 1 на 1.

### Ігрові фракції

#### Глобальна оборонна ініціатива (GDI)
Міжнародна військова організація, заснована 12 жовтня в 1995 році на основі Оборонного Акту ООН (United Nations Global Defense Act (UNGDA)). Ця організація підтримується урядами держав-учасників G7, ООН та асоційованих членів, громадськими організаціями та окремими впливовоими особами. На час дії гри її главою є бригадний генерал Марк Джемісонон Шеппард. Війська цієї фракції вирізняються технологічністю, стійкістю і вогневою потужністю, але відповідно дорогі в наймі. GDI має в своєму розпорядженні Іонні гармати, розміщені на геостаціонарній орбіті, що завдають ударів, порівнянних з ядерними бомбами, але які не викликають радіаційного забруднення.
Війська: Кулеметник, Гренадер, Ракетник, Інженер, Командос, Джип (HUMM-VEE), БТР (M113), Середній танк (M1 Abrams), Ракетна система залпового вогню (M270 MRLS), Танк «Мамонт», Гелікоптер «Косатка», Транспортний гелікоптер («Chinook»), Мобільний збірний цех, Комбайн, Транспортник на повітряній подушці (LCAC), Бомбардувальник (A-10), Канонерський катер.

#### Братство Нод
Міжнародна релігійно-терористична організація, яка активізувалася після падіння на Землю метеорита, що заніс тиберій. Лідер братства на ім'я Кейн стверджує, що Братство існувало здавна і покликане за допомогою тиберію привести людство на вищий рівень розвитку. Братство має підтримку в країнах «третього світу», що налаштовані проти Заходу. Тому його війська переважно складаються з недорогих швидких одиниць, вразливих, зате втрати яких можна легко поповнити. У володінні Братства знаходяться більшість родовищ тиберію, відповідно воно має значний вплив на світовій економічній арені. Кейна члени Братства шанують як пророка та беззаперечно слухаються його наказів. На час подій гри організація розгортає дві основні кампанії: в Центральній та Східній Європі та Африці.
Війська: Кулеметник, Ракетник, Вогнеметник, Інженер, Командос, Штурмовий мотоцикл, Баґґі, Легкий танк (M2 Bradley), Мобільна артилерія (M110), Вогнеметний танк, Стелс-танк, Ракетна пускова установка (SSM), Гелікоптер «Апач», Транспортний гелікоптер «Chinook», Мобільний збірний цех, Комбайн, Транспортник на повітряній подушці, Вантажний літак, Ракетна система залпового вогню.

## Сюжет

### Всесвіт гри
За сюжетом гри, на час її виходу (в 1995) на Землю в районі річки Тибр, що на території Італії, впав метеорит, який заніс субстанцію названу «тиберієм». Дослідження виявили, що цей іншопланетний мінерал у формі зелених кристалів володіє значним енергопотенціалом і становить велику цінність для економіки світу. Він має здатність витягувати з товщі землі корисні елементи і накопичувати їх в собі, проростаючи на поверхню. Однак незабаром виявилося, що тиберій також викликає мутації і знищує біосферу планети.
У 1995 році через боротьбу за контроль над збором тиберію починається війна між двома протиборчими сторонами: силами ООН, підтримуваними альянсом розвинених країн — Глобальною Оборонною Ініціативою (англ. Global Defense Initiative - GDI), і релігійною сектою та терористичною організацією, що називає себе Братство Нод (англ. the Brotherhood of NOD) під проводом загадкового лідера Кейна, який переконує своїх послідовників, що тиберій повинен стати основою нового вигляду Землі.
У грі є дві кампанії за обидві сторони тиберієвого конфлікту. Канонічною вважається кампанія за GDI. Театр військових дій, в якому проводиться гра за GDI, включає в себе країни Східної Європи, такі як Білорусь, Україна, Естонія, Латвія, Німеччина, Австрія, Боснія і Герцеговина. У ряді випадків пропонується вибрати одну з декількох можливих місій. Дія кампанії за Братство відбувається в Африці, поступово просуваючись на південь і закінчуючись в ПАР.

### Кампанія GDI
Гравець отримує завдання від генерала Джеймса Соломона укріпитися на північно-східному узбережжі Естонії разом з полковником Картером і бригадним генералом Марком Джемісононом Шеппардом. Їм вдається вибити війська терористів Нод з Естонії та розпочати операцію в Латвії, де Братство Нод розмістило свої протиповітряні ракети. Після цього гравець може вирушити до Польщі, щоб зайняти Білосток або перехопити викрадені Нод паливні стрижні на кордоні Білорусі з Польщею, необхідні для створення ядерної зброї. Далі на вибір можливо спрямувати сили на відбудову бази GDI в Німеччині або в Україні.
Гравець переміщує війська до Чехії, щоб потай проникнути на базу терористів і знищити її. Це дає можливість атакувати Братство Нод в Австрії або організувати захист цивільних і доктора Мебіуса в Словаччині. Гравець спрямовує сили до Словаччини, щоб захистити конвой і знищити бункери терористів. Командувачі отримують гелікоптери «Косатка», яких випробовують на полі бою.
У Греції сили GDI евакуюють з оточення агента Дельфі, а потім в Албанії і Болгарії учених, зокрема Мебіуса. Ці опреації дозволяють в Югославії знищити біохімічну лабораторію терористів, після чого побудувати комунікаційний центр, щоб отримати в своє розпорядження орбітальну Іонну гармату. GDI наздоганяють відступаючи сили ворога і з орбіти розстрілюють Храм Нод в Сараєво, в якому перебував Кейн, поки він не запустив ядерну ракету.
GDI вважають Кейна загиблим, а Браство обезголовленим. Вцілілі терористи тікають і ховаються, проте, як з'ясується в продовженні, Кейн вижив і ще очолить залишки Братства.

### Кампанія Братства Нод
У Лівії Братство Нод вбиває місцевого лідера Нікумбу за підтримки командира Сета, щоб придушити виступи проти Братства в регіоні. Терористи вторгаються до Єгипту, щоб захопити ресурси для подальших бойових дій. Кейн відсилає війська до Судану, де звільняє з в'язниці кількох політичних лідерів, чим завойовує їхню підтримку. Чад, який є стратегічно важливою країною, займає нейтралітет, що перешкоджає планам Кейна. Гравець очолює різанину цивільних жителів або підтримку громадянську війну проти прибічників GDI. Сили противника атакують базу Братства в Мавританії, але її вдається захистити і піти в контрнаступ.
На узбережжі Гвінейської затоки Братство Нод розгортає кампанію із захоплення ядерного детонатора, отримавши який тікає від переслідування силами GDI. В Камеруні й Габоні вчені Братства виявляють великі поля тиберію, над якими захоплюють контроль, винищуючи місцевих жителів і війська GDI. Замість цього можливо здійснити операцію з викрадення зразків «Косаток». Після цього в Заїрі терористи захоплюють покинуту базу GDI, завдяки чому зупиняють просування військ ворога в регіоні.
Зібравши сили, Братство повертається до Єгипту, будуючи на березі Нілу військову базу. Війська вирушають до Анголи, щоб знайти і вбити вченого Вонґ Ху Чана, який очолює розробників Іонної гармати GDI. Гравець може замість цього взятися за інше завдання — руйнування заводу з виробництва танків «Мамонт» в Танзанії. Згодом GDI отримують контроль над дослідним центром, який вдається відбити і отримати прототипи стелс-танків.
У Ботсвані розташований комунікаційний центр для управління Іонною гарматою. Братство Нод добуває коди до неї й цим остаточно перемагає GDI в Африці. Братство зводить в ПАР Храм Нод, який штурмують залишки ворожих сил, але напад відбивається.
Кейн атакує з орбіти Вашингтон, Париж, Берлін або Лондон, чим демонструє перемогу Братства.

## Розробка
Попередницею Command & Conquer була гра Dune II, випущена Westwood у 1992 році. В Command & Conquer було використано її головні концепції: базу, ресурси і їх добувачі, бічну панель з командами й міні-картою. Розробка почалася в 1993 і спочатку Command & Conquer мала стати фентезійною грою.
Співзасновник Westwood Бретт Сперрі вважав, що війни майбутнього не вестимуться за принципом «нація проти нації», а за принципом «Західна цивілізація проти якоїсь анархічної терористичної організації без централізованого уряду». На його погляд, політична обстановка першої половини 1990-х, зокрема Перша Війна в Перській затоці, стала б підставою для популярності більш реалістичного сетингу, ніж у Dune II. Так сценаристи придумали наднаціональну організацію Глобальна Оборонна Ініціатива (GDI), якій протистоїть терористичне Братство Нод (Brotherhood of Nod). Фантастичний елемент у вигляді іншопланетного мінералу тиберію з'явився під впливом фільму жахів категорії «Б» «Монолітні монстри» (Monolith Monsters, 1957). Всі ідеї було зібрано в дизайн-документі гри, що отримав назву «Біблія C&C».
Оскільки CD-диски як носії ігор стали досить поширеними і дешевими, було ухвалено рішення заповнити вільний простір відеовставками. Через обмежений бюджет більшість сцен були зняті на саморобний хромакей за участю працівників студії замість професійних акторів. Так, хромакей був виготовлений з лінолеуму, пофарбованого в зелений колір, а його розмір дозволяв одночасно знімати лише одного актора. З цієї причини відео в Command & Conquer часто зображають тільки одного песронажа в кадрі, а групові було створено комбінованими зйомками. Єдиним професійним актором був Джозеф Кукан, спочатку найнятий як режисер.
Особливістю Command & Conquer стала її спрямованість на мережеві баталії між гравцями. На той час головним конкурентом серед стратегій в реальному часі була Warcraft від Blizzard, видана в 1994, яка дозвоялла грати по мережі власникам ліцензійних копій. Command & Conquer розвинула цю ідею і поставлялася на двох дисках, де на першому, крім файлів кампанії, містилися матеріали для гри за GDI, а на іншому — для гри за Нод. Таким чином власник гри міг дати другий диск другу, щоб грати з ним по мережі.

## Відео
Перед кожною місією демонструється відеобрифінг за участю живих акторів. У двох кампаніях гри міститься в загальній сукупності понад 60 хвилин відео.
Основні персонажі:
- Генерал Марк Шеппард — керівник сил Глобальної Оборонної Ініціативи. У кампанії GDI зазвичай пояснює гравцеві цілі майбутньої місії. Роль виконана актором Еріком Мартіном.
- Доктор Ігнаціо Мебіус — вчений, головний спеціаліст з властивостей тиберію і його впливу на навколишнє середовище. Актор — Річард Сміт.
- Полковник Картер — польовий командир GDI. Зазвичай з'являється з доповіддю про ситуацію з місця бойових дій. Актор — Білл Коллінс.
- Полковник Мореллі — пілот винищувача, командир повітряних сил GDI. Гравець отримує брифінг від неї в четвертій місії GDI. Роль виконала Венді Баггер.
- Кейн — головний антагоніст гри, лідер Братства Нод. Роль виконав Джозеф Кукан, який також виступив і режисером усіх відеороликів.
- Сет — права рука Кейна. Сет заздрить гравцеві через увагу Кейна, тому навмисно доручає складні завдання. На початку 8-ї місії Кейн застрелив Сета, поки той доповідав гравцеві що треба робити, за підозру в зраді. Роль виконав Ерік Гуч, який також працював над 3D-графікою для відеороликів.
- Грег Бардетт — репортер підроблених новин WWN. Працює на Кейна, поширюючи дезинформацію про діяльність GDI. Актор — Ерік Рендал.

## Музика
Повний список треків, написаних Френком Клепакі (англ. Frank Klepacki):
[1995] The Music of Command & Conquer: Tiberian Dawn
| #   | Назва                           | Тривалість |
| --- | ------------------------------- | ---------- |
| 1.  | «Act on Instinct»               | 2:54       |
| 2.  | «No Mercy»                      | 3:21       |
| 3.  | «Industrial»                    | 2:52       |
| 4.  | «Iron Fist»                     | 3:29       |
| 5.  | «We Will Stop Them (Deception)» | 3:07       |
| 6.  | «Radio»                         | 2:59       |
| 7.  | «On the Prowl»                  | 2:59       |
| 8.  | «Recon»                         | 4:18       |
| 9.  | «Drone»                         | 4:31       |
| 10. | «In the Line of Fire»           | 2:02       |
| 11. | «Prepare for Battle»            | 3:27       |
| 12. | «Depth Charge»                  | 4:12       |
| 13. | «Rain in the Night»             | 2:34       |
| 14. | «Creeping Upon»                 | 3:39       |
| 15. | «Target (Mechanical Man)»       | 2:49       |
| 16. | «Just Do it Up (Just Do it)»    | 2:20       |
| 17. | «C&C Thang»                     | 3:10       |
| 18. | «To Be Feared»                  | 2:41       |
| 19. | «Drill»                         | 4:28       |
| 20. | «Full Stop (Warfare)»           | 3:02       |
| 21. | «In Trouble»                    | 3:37       |
| 22. | «Air Strike»                    | 3:17       |

## Версії
- Для Sega Saturn (1996) — загалом ідентична версії для MS-DOS, але не має мультиплеєру.
- Для Macintosh (1996) — портована Totally Hip Software, Inc., підтримує роздільність SVGA (800x600) і має якіснішу графіку.
- Command & Conquer Gold (1997) — версія для Windows 95, що підтримує роздільність SVGA (800x600) і має якіснішу графіку.
- Для PlayStation (1997) — загалом ідентична версії для MS-DOS, не має мультиплеєру, натомість містить п'ять додаткових місій та місії з доповнення The Covert Operations.
- Для Nintendo 64 (1999) — розроблена компанією Looking Glass Studios, використовує тривимірні моделі. Натомість відеоролики замінено на статичні зображення із закадровим голосом[4][5].

## Доповнення
- The Covert Operations (укр. Секретні операції) — випущене в 1996 році, це доповнення містить у собі 15 нових одиночних місій за GDI і Нод (7 для GDI та 8 для Нод), які не складають єдиної кампанії і в які можна грати в будь-якому порядку. Також в додаток входять 10 мультиплеєрних карт і новий звуковий супровід (13 треків). На відміну від оригіналу, не містить відеовставок. Додаток містить також секретний гумористичний набір сценаріїв, де гравцеві слід боротися проти наступу динозаврів.
- Sole Survivor (укр. Єдиний вцілілий) — випущене в 1997, надає новий режим гри, де гравець керує обраним єдиним юнітом, борючись проти інших гравців. На картах розкидано контейнери, в яких можна знайти вдосконалення вогневої міці, запасу здоров'я, дальності пострілів, швидкості перезарядки, або маскування, викриття прихованих юнітів, телепорт.

## Command & Conquer під вільною ліцензією
На честь 12-річчя Command & Conquer, в 2007, Electronic Arts виклала гру для вільного завантаження цифрові образи дисків «Золотого видання» гри (для Windows 95), після чого був випущений ряд виправлень, що поліпшують сумісність з сучасними комп'ютерами. Кожен охочий міг завантажити образи його двох компакт-дисків з офіційного сайту. Гра відтоді поширюється за вільною ліцензією. Стараннями ентузіастів у Command & Conquer було внесено низку вдосконалень, що дозволяють запускати її на нових операційних системах, надають підтримку більшої кількості гравців у багатокористувацькій грі, підтримку вищої роздільності монітора.
Також існує реалізація Command & Conquer на HTML5, що дозволяє запускати гру в браузерах.

## Перевидання
Гра входить до складу збірника Command & Conquer Remastered Collection, куди належать Command & Conquer і Red Alert з доповненнями до них: The Covert Operations, Counterstrike і The Aftermath. Перевидання містить текстури і спрайти вищої роздільності, підтримує 4K монітори, перезаписаний саундтрек і відеовставки. Також надає вдосконалений інтерфейс, редактор карт і сучасні багатокористувацькі можливості. До складу збірника включено невикористані відео, аудіо та фото з місць розробки оригінальних ігор. Вихід відбувся 5 липня 2020 року в Steam та Origin.